# Eldar Rønning
Eldar Rønning (* 11. června 1982 Levanger) je bývalý norský reprezentant v běhu na lyžích, jeho nejsilnější disciplínou byly sprinty a střední vzdálenosti klasickou technikou. Je ženatý, s manželkou Lailou mají tři děti, žije v Trondheimu. K jeho zálibám patří horská turistika a fotbal.

## Největší úspěchy
- Mistr světa ve štafetě ze Sappora 2007 a z Liberce 2009, 2. místo v Oslu 2011 na 15 km a 3. místo na MS 2007 ve sprintu
- celkově vyhrál v kariéře 6 závodů SP, z toho 3 ve sprintu a 3 na 15 km
- 3. v celkovém pořadí Světového poháru v sezóně 2006/2007